# Суровцев, Борис Николаевич
Борис Николаевич Суровцев (6 [19] апреля 1902, Малмыж, Вятская губерния — 27 апреля 1944, Гомельская область) — командир отделения 99-го отдельного сапёрного батальона 69-й Краснознамённой Севской стрелковой дивизии 65-й армии Центрального фронта, старший сержант. Герой Советского Союза.

## Биография
Родился 6 (19) апреля 1902 года в городе Малмыж (ныне Кировской области) в семье служащего. Окончил 10 классов. Учился в Кировском педагогическом институте. Работал секретарём Малмыжского районного комитета комсомола, учителем. С 1935 года жил в узбекском городе Самарканд, где работал заведующим учебной частью школы № 45.
В Красной Армии в 1924—1927 годах и с декабря 1941 года, призван Самаркандским райвоенкоматом Узбекской ССР. В действующей армии с апреля 1942 года.
Командир отделения 99-го отдельного сапёрного батальона кандидат в члены ВКП(б) старший сержант Борис Суровцев при форсировании реки Днепр в районе посёлка городского типа Радуль Репкинского района Черниговской области Украины 15 октября 1943 года переправил на лодке на правый берег Днепра стрелковую роту. После чего участвовал в уничтожении вражеского дзота.
Указом Президиума Верховного Совета СССР от 30 октября 1943 года за образцовое выполнение боевых заданий командования и проявленные при этом мужество и героизм старшему сержанту Суровцеву Борису Николаевичу присвоено звание Героя Советского Союза с вручением ордена Ленина и медали «Золотая Звезда».
Командир взвода старшина Б. Н. Суровцев погиб в бою 27 апреля 1944 года. Похоронен в городе Калинковичи Гомельской области Белоруссии.

## Награды
- орден Красной Звезды
- Герой Советского Союза (орден Ленина и медаль «Золотая Звезда»; 30.10.1943).

## Память
Именем Б. Н. Суровцева названы школа № 45 в Самарканде, улица в городе Малмыж, теплоход.
На доме, где родился и жил Б. Н. Суровцев, а также на здании Кировского педагогического института установлены мемориальные доски.